# Madhukar
Madhukar (1957. november 4., Stuttgart, Németország; szanszkrit név, jelentése: „Szeretett, édes akár a méz.”): advaita tanító és szerző.

## Élete
Madhukar Stuttgartban született és nőtt fel. Gyerekkorában és a későbbi fiatal éveiben is nagy hatással volt rá Jézus Krisztus belső párbeszédek formájában. A közgazdasági és filozófiai egyetemi tanulmányai után televíziós újságíróként dolgozott Németországban. A nyolcvanas években egy halálközeli élmény után – amíg az élet filozófiai és spirituális kérdései után kutatott –, volt egy erőteljes megvilágosodás élménye. Azután, hogy befejezte a jóga és meditáció tanítását, rájött, hogy a keresése még korántsem ért véget. Tanítványa lett Namkhai Norbunak egy buddhista dzogcsen mesternek. A spirituális keresése miatt további utazásokat tett Szibériában a sámánoknál és Afrikában is, de nem talált semmilyen számára kielégítő tudást a végső valóságról.
1992-ben indiai tartózkodása alkalmával hallott egy történetet a „Lucknow-i oroszlánról”, egy gururól az advaita vonalon. Azonnal vonatra ült, hogy 42 órás utazás után – keresztül az egész indiai szubkontinensen – találkozzon Srí H. W. L. Poonja-val, aki az ismert indiai bölcs Srí Ramana Maharsi lelkes tanítványa. Madhukar megérkezett mesteréhez, aki az advaita üzenetének megtestesítője volt. Az Advaita-Vedanta (A-dvaita: nem kettő = non-dualista) egy misztikus irányvonala a hinduizmusnak, a monoista (minden egy) filozófiának, melynek eredete visszavezethető – többek között – Shankaráig (Kr. u. 788-820). Srí Poonjától kapta a nevét miután ráébredt arra, hogy "ki is ő valójában".
1997-es Európába való visszatérése óta terjeszti az advaita esszenciális tudását közönségtalálkozókon, melyet Satsangnak (Sat = igazság és Sangha = közösség, társaság szavakból) hívnak. Napjainkban Madhukar továbbviszi ezt a Ramana Maharisi/H.W.L. Poonja mester-vonalat arra bátorítva az embereket, hogy a "Ki vagyok én?" kérdésre fókuszáljanak közvetlenül. Szeretete és mélyreható tisztasága tette Madhukart – divatos megjelenésével és a popzene valamint a labdarúgás iránti imádatával együtt – az Advaita modern megtestesítőjévé, egy modern guruvá. Madhukarnak Amszterdamban van lakása, a téli hónapokat pedig Indiában és Nepálban tölti.

## Művei
- Yoga der Liebe, Ganapati Verlag, 1. Auflage, ISBN 978-3-9813398-0-2
- Erwachen in Freiheit, Lüchow Verlag, Németország, 2. kiadás, Stuttgart 2004, ISBN 3-363-03054-1 (németül)
- Einssein, Lüchow Verlag, Németország, 1. kiadás, Stuttgart 2007, ISBN 978-3-363-03120-1 (németül)
- The Simplest Way, Indiai kiadás, USA & India 2006, ISBN 81-89658-04-2 (angolul)
- Самый простой способ Archiválva 2008. augusztus 20-i dátummal a Wayback Machine-ben, издательство Ганга, Москва 2008, 1-е издание, ISBN 978-5-98882-063-5. (oroszul)
- La via più semplice, Om Edizioni, Bologna, ISBN 978-88-95687-22-3 (olaszul)
- Единство Archiválva 2010. december 17-i dátummal a Wayback Machine-ben, Издательство: Ганга, 2009 г., ISBN 978-5-98882-098-7
- DIALOGER MED MADHUKAR, GML Print on Demand AB, 2009, ISBN 978-91-86215-28-6
- Freedom here and now, zenei CD
- Es ist immer Jetzt, in: Vital 12/2009